# Pornsak Songsaeng
Pornsak Songsaeng (tiếng Thái: พรศักดิ์ ส่องแสง; sinh ngày 2 tháng 11 năm 1960 – mất ngày 15 tháng 10 năm 2021) là một ca sĩ, nhạc sĩ người Thái Lan chuyên dòng nhạc luk thung và mor lam. Ông được biết đến bởi ca khúc "Sao Jan Kang Koab".

## Tiểu sử
Songsaeng (tên khai sinh là Boonsao Prajantasen) sinh vào ngày 2 tháng 11 nămm 1960 tại tỉnh Khon Kaen.

## Nghề nghiệp
Ông bắt đầu lên sân khấu vào năm 1981, sau đó thành lập ban nhạc của mình "Champ Isan". Sau đó, Rak Watthanaya đã đổi tên ông thành Pornsak Songsaeng. Ông đã thu âm nhiều album phòng thu.  Vào những năm 1986-1988, Songsaeng nổi tiếng nhất kể từ album phòng thu Toey Sao Ja Kang Koab. Các album phòng thu phổ biến khác của ông gồm Phho Phae Rak và Mee Miea Dek. Songsaeng vẫn là một trong những ca sĩ mor lam hàng đầu Thái Lan trong hơn một thập kỷ.

## Cuộc sống và gia đình
Ông kết hôn với Jularrat Prajantasean và sống ở tỉnh Nong Bua Lamphu.
Songsaeng qua đời do suy tim vào ngày 15 tháng 10 năm 2021 ở tuổi 60 tại tỉnh Nong Bua Lamphu.

## Danh sách đĩa nhạc
- 1986 - "Toey Sao Jan Kang Koab" (เต้ยสาวจันทร์กั้งโกบ)
- 2001 - "Phoo Phae Rak" (ผู้แพ้รัก)
- 2004 - "Mee Miea Dek" (มีเมัยเด็ก)